# Новая Жизнь (Соколовское сельское поселение)
Новая Жизнь — поселок в Мглинском районе Брянской области в составе Соколовского сельского поселения.

## География
Находится в северо-западной части Брянской области на расстоянии приблизительно 13 км на юг по прямой от районного центра города Мглин.

## История
Упоминается с 1930-х годов как одноимённый колхоз; вероятно отождествление с более старым населённым пунктом Шведовы Хутора. На карте 1941 года отмечен как поселение с 31 двором.

## Население
Численность населения: 22 человека (русские 100 %) в 2002 году, 6 в 2010.